# 襄王 (周)
襄王（じょうおう）は、周朝の第18代王。恵王の子。

## 生涯
父王は前妻の死後、後妻（恵后）との間に生まれた姫帯（叔帯、甘昭公）を寵愛したので、襄王は王位継承が異母弟にいくのではないかと恐れていた。
恵王25年（前652年）、恵王が崩御した。襄王は恵王崩御の喪を伏せると同時に斉に使者を送り、その支援を得て即位した。
襄王3年（前649年）、叔帯は戎・翟と謀って襄王を攻撃した。襄王は叔帯を誅殺しようとしたが、叔帯は斉に逃げた。斉の桓公は管仲に周と戎を和解させ、隰朋（しゅほう）に晋と戎を和解させた。襄王12年（前640年）、叔帯は周に復帰した。
襄王13年（前639年）、鄭は滑を征伐し、襄王は游孫伯・伯犕を遣わして、滑の地を献上するよう請うたが、鄭は二人を捕えてしまう。襄王は怒って、鄭を征伐しようとした。文官の富辰が諫めたが、襄王は聞かず、翌年（前637年）、襄王は翟軍を率いて鄭を征伐した。襄王はこの時、翟人の娘（翟后）を娶った。
襄王16年（前636年）、襄王が翟后を退けたため、翟后は怒り、恵后の子の叔帯を立てようと考え、恵后と翟后・叔帯は内応し、戎・翟を迎え入れて襄王を放逐し、叔帯を天子に即位させた。襄王は鄭に出奔し、汜に住まわせた。
襄王17年（前635年）、襄王は晋に救援を求めた。晋の文公が戎・翟を放逐して叔帯を誅殺したので、襄王は復位することができた。襄王は晋の文公に伯の位と河内の地を与えた。
襄王32年（前620年）、襄王が崩御し、子の壬臣（頃王）が立った。

## 参考資料
- 『春秋左氏伝』（僖公）
- 『史記』（周本紀、匈奴列伝）